# Pic Hunza
Le pic Hunza est une montagne qui s'élève à 6 270 m d'altitude dans la chaîne la plus occidentale du Karakoram, au nord du Pakistan. Il domine le Bubuli Motin et la vallée de la Hunza.